# Estadio Jalisco

Außenansicht des Stadions mit dem Wappen der „Clubes Unidos de Jalisco, A.C.“, flankiert von den Wappen der vier Vereine UdeG, Atlas, Chivas und Oro (von links nach rechts)

Das Estadio Jalisco  ist ein Fußballstadion in Guadalajara, der zweitgrößten Stadt Mexikos, im Bundesstaat Jalisco. Es wurde zwischen 1958 und 1960 erbaut. Anlässlich der drei großen Fußballturniere im eigenen Land, der Fußball-Weltmeisterschaft 1970 und 1986 sowie des FIFA-Konföderationen-Pokals 1999 wurde die Anlage mehrfach modernisiert. Seit der letzten Umgestaltung ist das Estadio Jalisco ein reines Sitzplatzstadion mit 56.713 Plätzen inklusive 5.011 V.I.P- und 3.873 Business-Sitzen sowie 168 Presseplätzen. Es ist nach dem Aztekenstadion (87.000) und dem Estadio Olímpico Universitario (72.449) das drittgrößte Stadion des Landes und das größte Stadion Mexikos außerhalb der Hauptstadt Mexiko-Stadt. Bisher gab es 15 WM-Spiele im Estadio Jalisco, davon zehn mit der brasilianischen Fußballnationalmannschaft. Mehr WM-Spiele (19) gab es nur im Aztekenstadion.

## Geschichte
Bis zur Errichtung des Estadio Jalisco war der Parque Felipe Martínez Sandoval (auch Parque Oblatos und Parque Oro genannt, weil er sich im Viertel Oblatos und im Eigentum des Oro de Jalisco befand) das größte Stadion der Stadt Guadalajara. Es diente nicht nur der Mannschaft des Club Oro, dem das Stadion gehörte, als Heimspielstätte, sondern auch den beiden großen Clubs dieser Stadt, Atlas Guadalajara und Deportivo Guadalajara. Aufgrund des rasanten Wachstums der Hauptstadt des mexikanischen Bundesstaates Jalisco und der zunehmenden Popularität des Fußballsports sollte sich dieses Stadion jedoch schon bald als zu klein erweisen.
Weder Atlas noch Chivas hatten allerdings die finanziellen Mittel, um das Stadion auszubauen oder sich gar ein eigenes Stadion mit einer entsprechend hohen Zuschauerkapazität leisten zu können. Dies sollte Alberto Alvo, den damaligen Präsidenten von Atlas, allerdings nicht davon abhalten, seinem Traum vom eigenen Stadion nachzujagen. Seine Absicht verkündete er bei einer Zusammenkunft im Hotel Morales am 8. Oktober 1954. Weil es ihm aber nicht gelang, einen Investor für sein ehrgeiziges Vorhaben zu finden, musste der Plan erst einmal auf unbestimmte Zeit aufgeschoben werden.
Sein Projekt verlor er trotz verschiedener Rückschläge aber nie aus den Augen. Schließlich gelang es ihm, auch die Vorstände der Nachbarvereine Chivas und Oro von der Notwendigkeit eines größeren und komfortableren Stadions zu überzeugen. Auf diese Weise entstand 1956 der eigens zur Finanzierung und Unterhaltung des Stadions gegründete gemeinnützige Verein mit dem Namen „Clubes Unidos de Jalisco A.C.“ (Vereinte Clubs von Jalisco), der von den drei Fußballvereinen zu gleichen Teilen getragen wurde.
Von der Stadt erwarb der gemeinnützige Verein ein entsprechend großes Gelände im Bezirk Independencia am nördlichen Stadtrand von Guadalajara. Die Bauarbeiten begannen am 26. Juli 1958 und zogen sich über einen Zeitraum von exakt anderthalb Jahren hin. Die offizielle Fertigstellung erfolgte am 24. Januar 1960 mit der Weihe durch den damaligen Kardinal von Guadalajara, José Garibi Rivera. Die offizielle Einweihung fand exakt eine Woche später, am 31. Januar 1960, mit Austragung der Begegnung zwischen Atlas und CA San Lorenzo de Almagro aus Argentinien (0:2) statt. Es war das Auftaktmatch des ersten Turniers, das in dem neuen Stadion ausgetragen wurde: des Torneo Pentagonal de Occidente, dem Fünferturnier des Westens, an dem die drei am Stadionbau indirekt beteiligten Vereine Atlas, Chivas und Oro sowie als Gäste die Mannschaften von San Lorenzo de Almagro sowie vom FC São Paulo aus Brasilien teilnahmen.
Gegenüber dem älteren Parque Oro bot das Estadio Jalisco Moderne, Komfort und Fortschritt. Anlässlich der in Mexiko ausgetragenen Fußball-Weltmeisterschaften von 1970 und 1986 sowie des FIFA-Konföderationen-Pokals 1999 wurde das Stadion mehrfach modernisiert. Für die WM 1970 wurde der Oberrang errichtet und damit eine deutlich höhere Zuschauerkapazität erreicht. Für die WM 1986 wurden eine grundsätzliche Umgestaltung sowie eine Modernisierung der technischen Ausstattung vorgenommen. Anlässlich des FIFA-Konföderationen-Pokals 1999 wurden V.I.P.- und Presselogen errichtet und die Umkleidekabinen vollständig modernisiert.
Dem „Clubes Unidos de Jalisco A.C.“ trat in den 1970er Jahren mit der Universitätsmannschaft von Guadalajara noch ein viertes Mitglied bei. Der Vorsitz des gemeinnützigen Vereins zur Errichtung und Aufrechterhaltung des Stadions wechselt in jährlichem Turnus zwischen den Mitgliedsvereinen.
Chivas Guadalajara hat das Stadion Ende Juli 2010 verlassen. Ihr letztes Spiel fand am Dienstag, den 27. Juli 2010, im Rahmen des Halbfinal-Hinspiels um die Copa Libertadores gegen CF Universidad de Chile (1:1) statt. Inzwischen residiert Chivas im neu errichteten Estadio Omnilife in der Nachbarstadt Zapopan.

### Fußball-Weltmeisterschaft 1970
Von den insgesamt 32 Spielen der Fußball-Weltmeisterschaft 1970 wurden acht im Estadio Jalisco ausgetragen. Dies entspricht einem Anteil von exakt 25 %. Nur im Aztekenstadion fanden bei dieser WM mehr Spiele (insgesamt 10) statt.
Das Estadio Jalisco war Austragungsort sämtlicher sechs Spiele der Vorrundengruppe 3 mit Brasilien, England, Rumänien und der Tschechoslowakei. Der Gruppensieger und spätere Weltmeister Brasilien trug hier auch seine Viertel- und Halbfinalbegegnungen aus und musste Guadalajara erst für das im Aztekenstadion in Mexiko-Stadt angesetzte Endspiel verlassen. Der mehr als zweiwöchige Aufenthalt der brasilianischen Nationalmannschaft in Guadalajara führte zu einer herzlichen Verbindung zwischen Tapatios (wie die Einwohner Guadalajaras genannt werden) und Brasilianern.

### Fußball-Weltmeisterschaft 1986
Die herzlichen Kontakte zwischen der Bevölkerung von Guadalajara und den angereisten Brasilianern erlebten bei der Fußball-Weltmeisterschaft 1986 eine angenehme Auffrischung. Denn Brasilien durfte erneut sämtliche drei Gruppenspiele der Vorrunde im Estadio Jalisco austragen und blieb als Gruppensieger (Gruppe D) der Stadt abermals für die Ausscheidungsspiele erhalten. Der 4:0-Sieg der Seleção im Achtelfinale gegen Polen bedeutete nicht nur den bis dahin höchsten Sieg einer brasilianischen Nationalmannschaft in Guadalajara, sondern zugleich ihren neunten Sieg im neunten WM-Spiel an dieser Stelle. Außerdem war die Mannschaft bis dahin bei der WM 1986 noch ohne Gegentor geblieben.
Trotzdem galt sie im folgenden Viertelfinalspiel gegen die von Michel Platini angeführte Nationalmannschaft Frankreichs nicht allen Experten als Favorit. Mit Recht, wie man bald sah. Denn Frankreich erwies sich als ebenbürtiger Gegner, so dass sich ein abwechslungsreiches und bis zum Schluss äußerst spannendes Spiel entwickelte. Für viele Betrachter galt dieses Spiel übrigens als die beste Begegnung der ganzen WM 1986. Zwar gelang Careca bereits nach 18 Minuten die 1:0-Führung des mehrheitlich genannten Favoriten, doch konnte Platini noch vor der Pause (42. Minute) ausgleichen. In der 75. Minute hatte der Rekordweltmeister die erneute Führung der Seleção auf dem Schlappen. Doch Frankreichs Torwart Joël Bats konnte den Elfmeterschuss des gerade erst eingewechselten Zico parieren. Weil trotz zahlreicher Chancen hüben wie drüben kein weiterer Treffer mehr fiel, musste die Entscheidung auf das anschließende Elfmeterschießen vertagt werden. Den Anfang machte Sócrates für Brasilien – und Bats konnte sich erneut auszeichnen. Es stand nach Toren 3:3 (bei einem noch ausstehenden Strafstoß für Brasilien und noch zwei Versuchen für Frankreich), als Frankreichs Kapitän Platini sich den Ball auf den Punkt legte, Anlauf nahm und den Ball hart und platziert in Richtung des Torwinkels hämmerte. Carlos im Tor der Brasilianer wäre ohne Chance gewesen. Doch der Ball segelte haarscharf am Tor vorbei. Alles war wieder offen. Doch dann verschoss auch Júlio César, während Luis Fernández verwandelte. Brasilien hatte zum ersten Mal ein WM-Spiel in Guadalajara verloren. Das darauf folgende Halbfinale zwischen Deutschland und Frankreich war das (bisher) letzte WM-Spiel, das Estadio Jalisco erleben durfte. In jenem Spiel blieben die Franzosen hinter ihren Erwartungen zurück und die Deutschen gewannen durch ein frühes Tor von Andreas Brehme (9. Minute) und ein spätes Tor von Rudi Völler (90. Minute) alles in allem relativ souverän mit 2:0. Es war das erste und einzige WM-Spiel einer deutschen Fußballnationalmannschaft in Guadalajara.

### FIFA-Konföderationen-Pokal 1999
Anlässlich der Austragung des FIFA-Konföderationen-Pokals 1999, bei der Mexiko als Gastgeber fungierte, sollte die deutsche Fußballnationalmannschaft 13 Jahre später nach Guadalajara zurückkehren. Doch diesmal hinterließ sie einen geradezu desolaten Eindruck, unterlag hier sogar gegen Mexikos Intimfeind USA (0:2), was einen enttäuschenden dritten Platz in der Vorrundengruppe bedeutete und das frühe Aus besiegelte. Schon das Auftaktspiel hatte die deutsche Mannschaft überraschend deutlich mit 0:4 gegen Brasilien verloren; ausgerechnet jene Nationalmannschaft also, die bei Turnieren in Mexiko ein Abonnement auf das Estadio Jalisco zu haben scheint. Rechnet man die beiden Weltmeisterschaften von 1970 und 1986 sowie den Konföderationen-Pokal 1999 zusammen, so bestritt die brasilianische Auswahl (Seleção) in Mexiko insgesamt 16 Spiele, wovon 14 im Estadio Jalisco ausgetragen wurden. Lediglich die beiden Finalspiele von 1970 und 1999 hatte der Rekordweltmeister im Aztekenstadion zu bestreiten.
Alle sechs Partien der Vorrundengruppe B fanden im Estadio Jalisco statt, ebenso das Halbfinale des Gruppensiegers gegen den Zweiten der Gruppe A (in dem Brasilien sich mit 8:2 gegen Saudi-Arabien durchsetzte) und das Spiel um den dritten Platz (das die USA mit 2:0 gegen Saudi-Arabien gewannen). Das Estadio Jalisco war neben dem Aztekenstadion in Mexiko-Stadt der einzige Fußballtempel, in dem die insgesamt 16 Spiele dieses Turniers zu gleichen Teilen stattfanden. Wie bei allen internationalen Turnieren in Mexiko spielte der Gastgeber fast ausschließlich im Aztekenstadion und nicht einmal in Guadalajara. Im Gegensatz zu den beiden Weltmeisterschaften, als der Gastgeber jeweils im Viertelfinale (1970 gegen Italien in Toluca und 1986 gegen Deutschland in Monterrey) auf der Strecke blieb, konnte Mexiko sich bei diesem Turnier mit einem berauschenden 4:3-Finalsieg gegen Brasilien den Titel sichern.

## Vorbildfunktion
Das in den ausgehenden 1950er Jahren erbaute Estadio Jalisco diente dem erst 1966 fertiggestellten Aztekenstadion als Vorbild. Dies lässt sich auch leicht aus einem Fotovergleich der beiden Stadien erkennen, die sich auf den ersten Blick zumindest äußerlich ziemlich ähnlich sehen. Freilich hat das Aztekenstadion ein beinahe doppelt so großes Fassungsvermögen und ist im Tribünenbereich in insgesamt neun unterschiedlich große Abschnitte (Ränge) unterteilt.